# Queen Live in Rio
Queen Live in Rio es un VHS grabado de la presentación en el Rock in Rio realizada por la banda de Rock inglesa Queen el 12 de enero de 1985 en que "Queen" salió a escena a las 2 a. m.. El VHS fue lanzado el 13 de mayo del mismo año, fue editado en DVD el 2009.

## Lista de canciones
1. Machines (Or 'Back To Humans')
2. Tie Your Mother Down
3. Seven Seas of Rhye
4. Keep Yourself Alive
5. Liar
6. It's a Hard Life
7. Now I'm Here
8. Is This the World We Created...?
9. Love of My Life
10. Brighton Rock
11. Hammer to Fall
12. Bohemian Rhapsody
13. Radio Ga Ga
14. I Want to Break Free
15. We Will Rock You
16. We Are the Champions
17. God Save the Queen